# 傳道者聖約翰堂 (奇塔姆山)
傳道者聖約翰堂（Church of St John the Evangelist）位于英格兰曼彻斯特奇塔姆山滑铁卢路，是一座圣公会教堂，属于曼彻斯特教区北曼彻斯特總鐸區。1974年列为II*级登录建筑。

## 历史
该堂建于1869-1871年，由建筑师 Paley 和 Austin 设计，造价估计1万英镑（相当于今日990000英镑），可容纳600人。

## 建筑
圣约翰堂用砂岩建造，建筑风格结合了罗马式和英国哥特式。钟楼高四层，金字塔塔顶。

## 延伸閱讀
- Brandwood, Geoff; Austin, Tim; Hughes, John; Price, James, , Swindon: English Heritage, 2012, ISBN 978-1-84802-049-8
- Hartwell, Clare; Hyde, Matthew; Pevsner, Nikolaus, , The Buildings of England, New Haven and London: Yale University Press, 2004, ISBN 0-300-10583-5